# Selvazzano Dentro
Selvazzano Dentro là một đô thị thuộc tỉnh Padova vùng Veneto, tọa lạc khoảng 40 km về phía tây của Venezia và cách khoảng 8 km về phía tây nam của Padova. Tại thời điểm ngày 31 tháng 12 năm 2004, đô thị này có dân số 21.164 người và diện tích 19,6 km².
Đô thị Selvazzano Dentro bao gồm các frazioni (các đơn vị cấp dưới, chủ yếu là làng) San Domenico, Feriole, Caselle, and Tencarola.
Selvazzano Dentro giáp các đô thị: Abano Terme, Padova, Rubano, Saccolongo, Teolo.